# Саклайн, Мухаммад
Мухаммад Саклайн (урду محمد ثقلین‎, англ. Muhammad Saqlain, 23 февраля 1978, Лахор, Пакистан) — пакистанский хоккеист (хоккей на траве), полузащитник. Участник летних Олимпийских игр 2008 года.

## Биография
Мухаммад Саклайн родился 23 февраля 1978 года в пакистанском городе Лахор.
Играл в хоккей на траве за «Пакхеро», с 1996 года — за ЭБЛ («Элиен Бэнк Лимитед») из Лахора.
В 1998 году дебютировал в сборной Пакистана.
Дважды завоёвывал медали хоккейных турниров Игр Содружества: бронзу в 2002 году в Манчестере, серебро в 2006 году в Мельбурне.
В 2008 году вошёл в состав сборной Пакистана по хоккею на траве на летних Олимпийских играх в Пекине, занявшей 8-е место. Играл в поле, провёл 6 матчей, забил 1 мяч в ворота сборной ЮАР.
В течение карьеры провёл за сборную Пакистана 200 матчей, забил 32 мяча. Был капитаном команды.